# Allopauropus mortenseni
Allopauropus mortenseni är en mångfotingart som först beskrevs av Hansen 1902.  Allopauropus mortenseni ingår i släktet småfåfotingar, och familjen fåfotingar. Inga underarter finns listade i Catalogue of Life.